# Petina (Olaszország)
Petina község (comune) Olaszország Campania régiójában, Salerno megyében.

## Fekvése
A megye keleti részén fekszik. Határai: Auletta, Corleto Monforte, Ottati, Sant’Angelo a Fasanella és Sicignano degli Alburni.

## Története
Első említése 1174-ből származik. A következő századokban nemesi birtok volt. A 19. században nyerte el önállóságát, amikor a Nápolyi Királyságban felszámolták a feudalizmust.

## Népessége
A népesség számának alakulása:

## Főbb látnivalói
- San Nicola di Bari-templom
- Sant’Onofrio-kolostor